# Браян Лінссен
Браян Лінссен (нід. Bryan Linssen, нар. 8 жовтня 1990) — нідерландський футболіст, півзахисник японського клубу «Урава Ред Даймондс».

## Ігрова кар'єра
Народився 8 жовтня 1990 року. Розпочав займатись футболом у клубі «Верітас» з рідного Неріттера, з якого потрапив в академію «Фортуни» (Сіттард). У цій команді 8 серпня 2008 року дебютував на професійному рівні, взявши участь у 14 матчах другого нідерландського дивізіону протягом сезону, забивши 4 голи.
Влітку 2009 року перейшов у МВВ, де став основним гравцем і провів один сезон, після чого 31 травня 2010 року став гравцем клубу «ВВВ-Венло», у складі якого у сезоні 2010/11 дебютував у Ередивізі. Влітку 2013 року, після вильоту ВВВ з вищого дивізіону, Браян перейшов у «Гераклес» (Алмело) .
Своєю грою за останню команду привернув увагу представників тренерського штабу клубу «Гронінген», до складу якого приєднався 2015 року. Відіграв за команду з Гронінгена наступні два сезони своєї ігрової кар'єри. Більшість часу, проведеного у складі «Гронінгена», був основним гравцем команди.
У липні 2017 року перейшов у «Вітесс», у складі якого наступного місяця зіграв у Суперкубку Нідерландів, де його команда поступилась «Феєнорду» у серії пенальті, а Браян відіграв увесь матч. Станом на 22 квітня 2018 року відіграв за команду з Арнема 31 матч в національному чемпіонаті.
6 липня 2020 року підписав трирічний контракт з «Феєнордом». Станом на кінець 2021 року забив 20 голів у 48-ми матчах чемпіонату Нідерландів.

## Особисте життя
Має старшого брата Едвіна, який також був професійним футболістом.